# Püha (Saaremaa)
Püha (Duits: Pyha) is een plaats in de Estlandse gemeente Saaremaa, provincie Saaremaa. De plaats heeft de status van dorp (Estisch: küla) en telt 71 inwoners (2021).
Tot in oktober 2017 behoorde Püha tot de gemeente Pihtla. In die maand ging Pihtla op in de fusiegemeente Saaremaa.

## De kerk
De kerk van Püha is gebouwd in de 13e eeuw en in de tweede helft van de 14e eeuw uitgebreid met een gewelf. De toren is gebouwd rond 1500. De kerk, die gewijd is aan Jakobus de Meerdere, was opgezet als weerkerk. In 1576, tijdens de Lijflandse Oorlog, zetten Russische troepen de kerk, waarin veel omwonenden een toevlucht hadden gezocht, in brand. Daarbij ging het oorspronkelijke interieur verloren. Bij het herstel werden de muren voorzien van een pleisterlaag.
De preekstoel en het retabel achter het altaar zijn allebei vervaardigd in 1793. De maker van het retabel is Gottfried Böhme uit Kuressaare; hij liet zich inspireren door het altaar in de Dom van Riga. De schildering, die de hemelvaart van Christus weergeeft, is in 1904 vervaardigd door Ludwig von Sass uit Ilpla.
Tot de parochie van Püha behoorde het grootste deel van de latere gemeente Pihtla en een deel van de latere gemeente Kaarma.

## Het dorp
In 1449 werd melding gemaakt van een landgoed dat de kerk in eigendom had. Het dorp werd voor het eerst genoemd in 1453. In 1930 werd het dorp omgedoopt in Kirikuküla (‘kerkdorp’). In 1977 kreeg het dorp de naam Püha weer terug en werden de buurdorpen Kopli en Räimaste erbij gevoegd. Räimaste werd in 1997 weer een zelfstandig dorp.

## Foto's

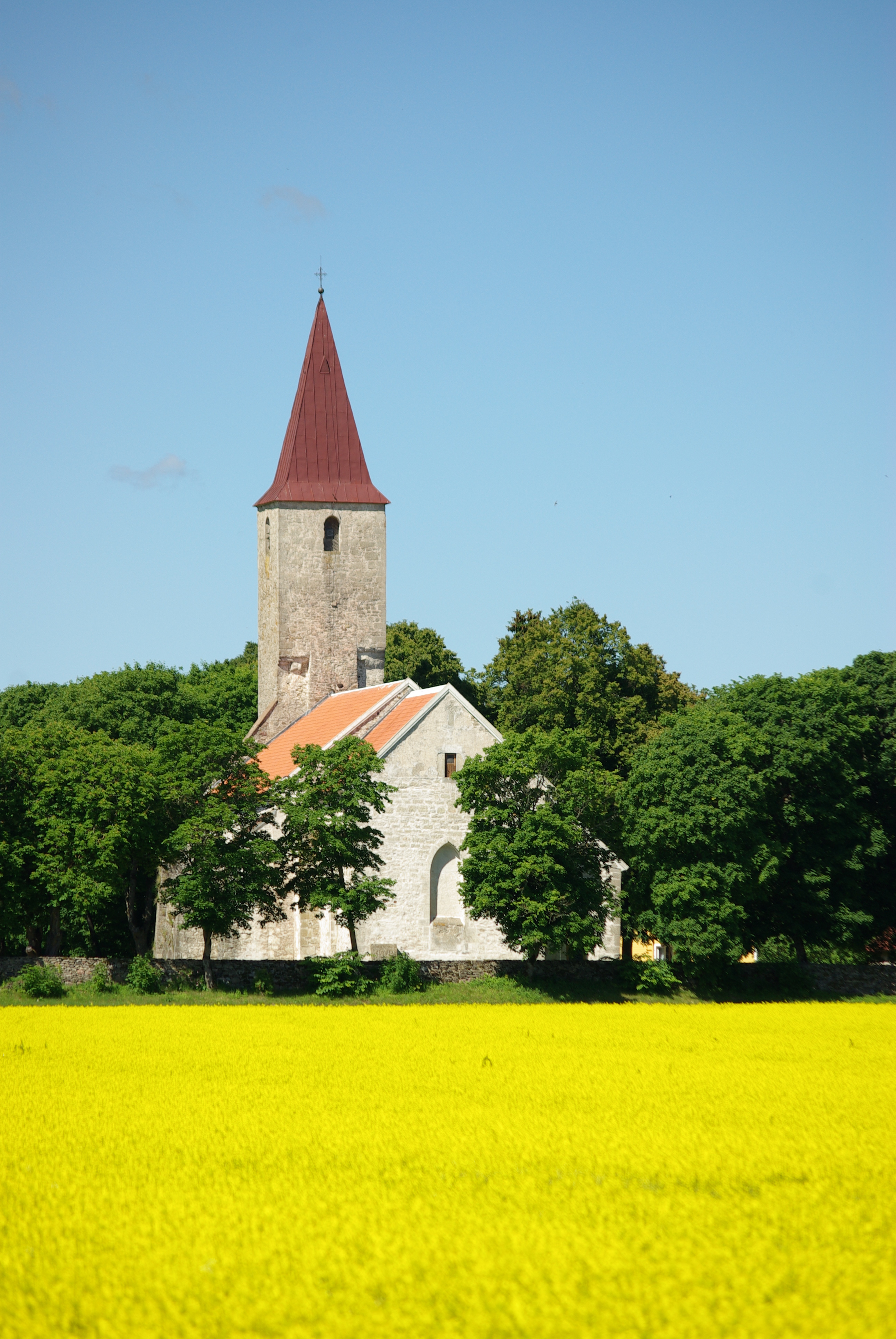
De kerk
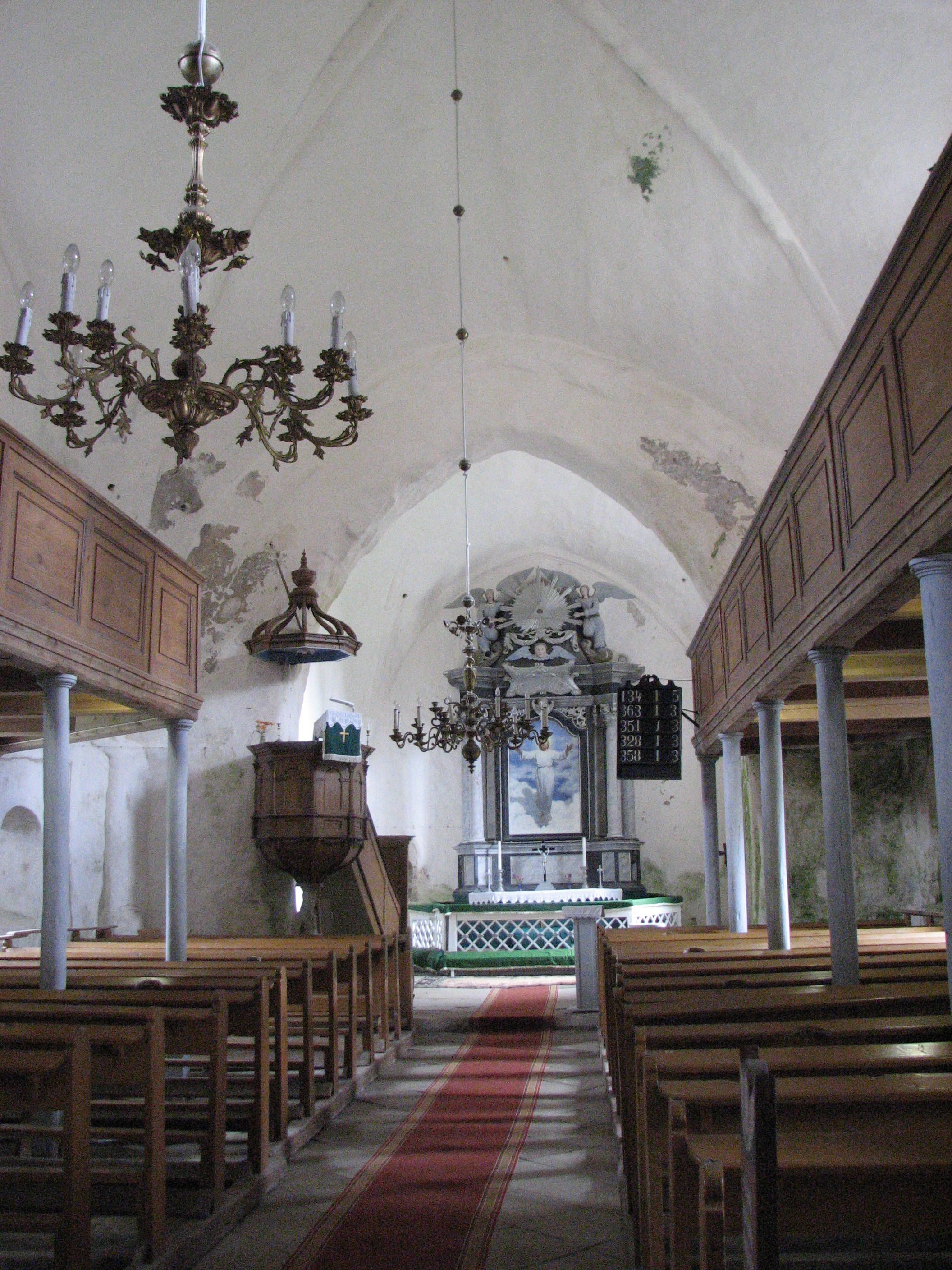
Interieur
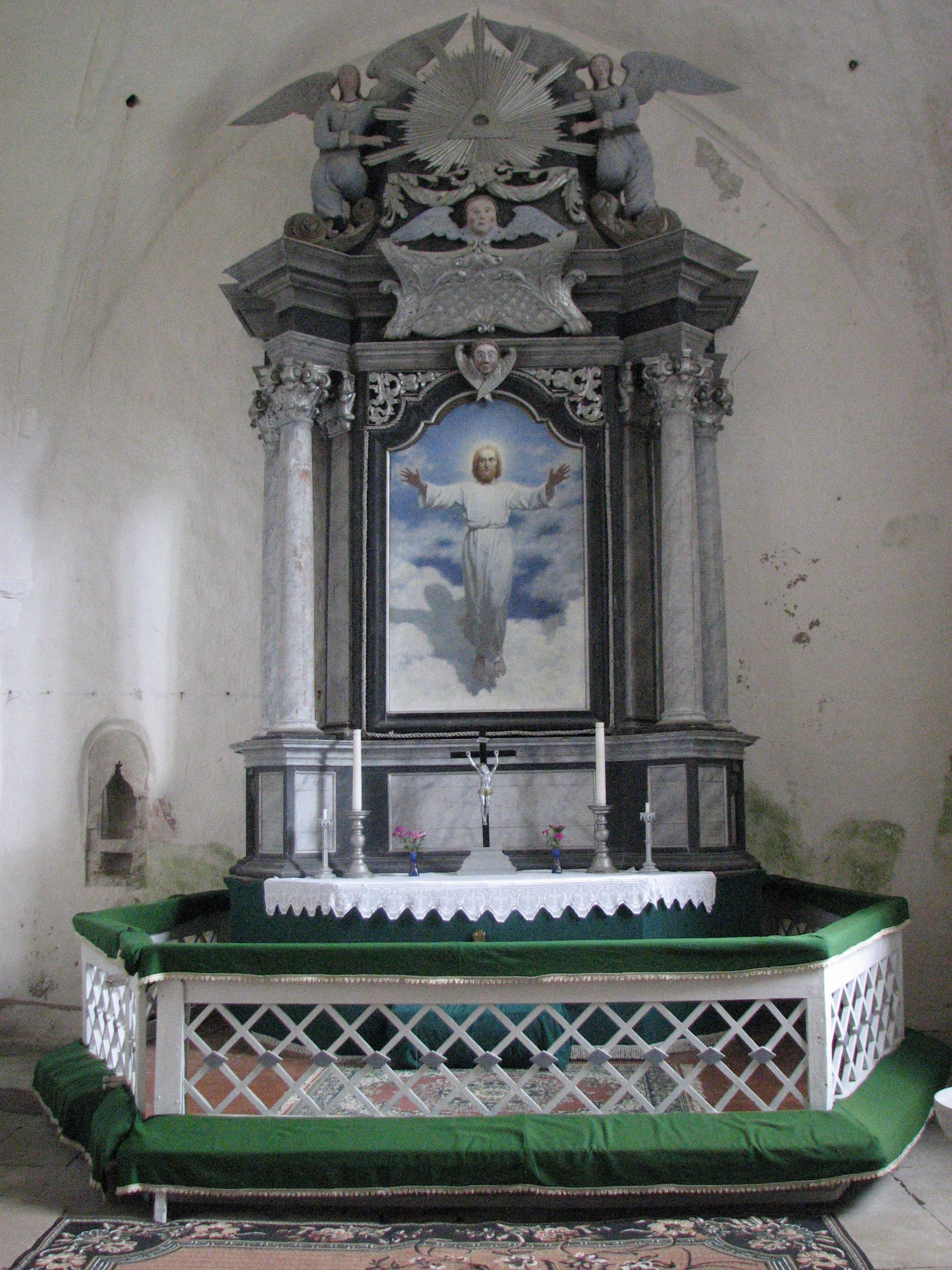
Altaar
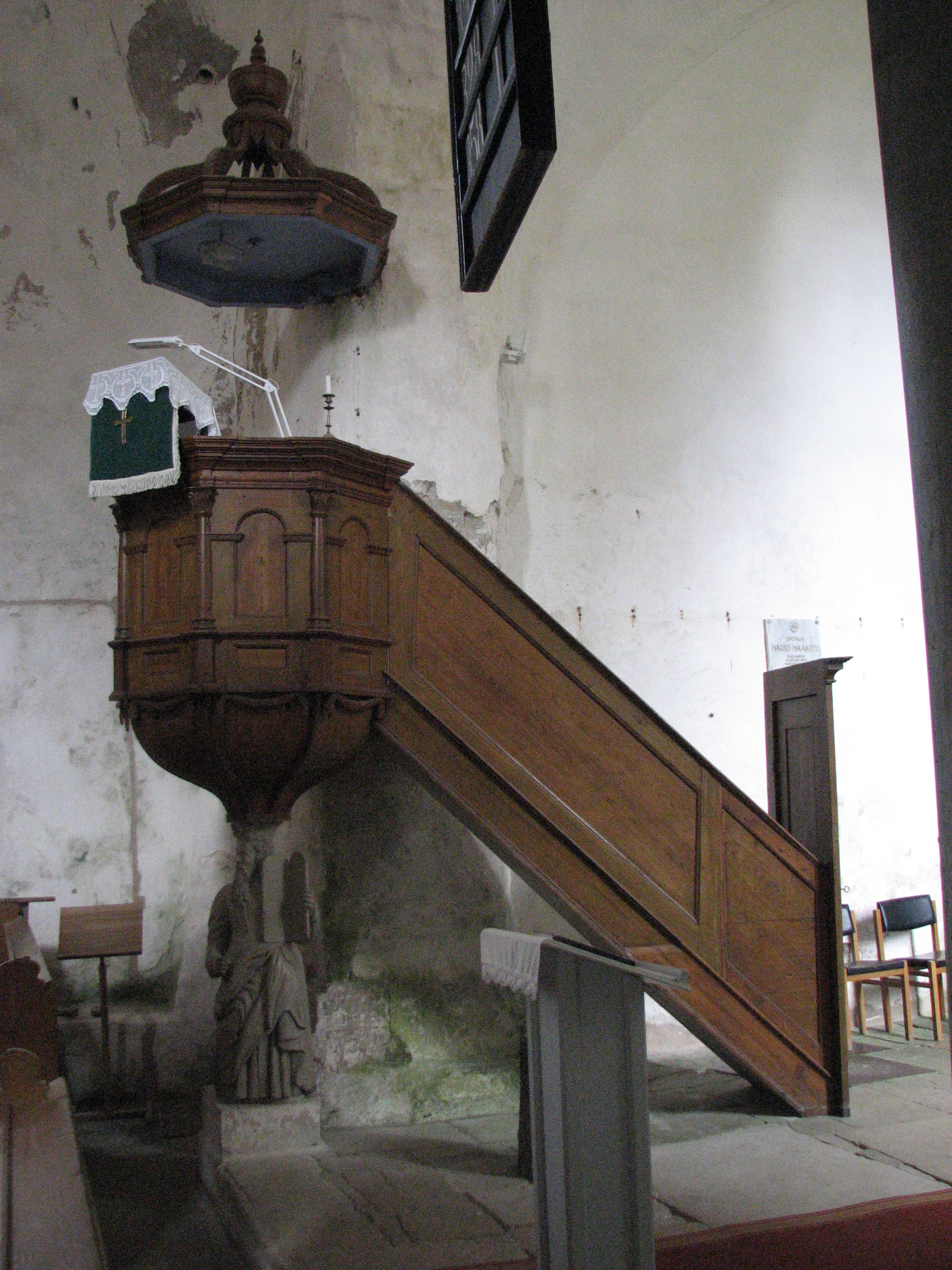
Preekstoel
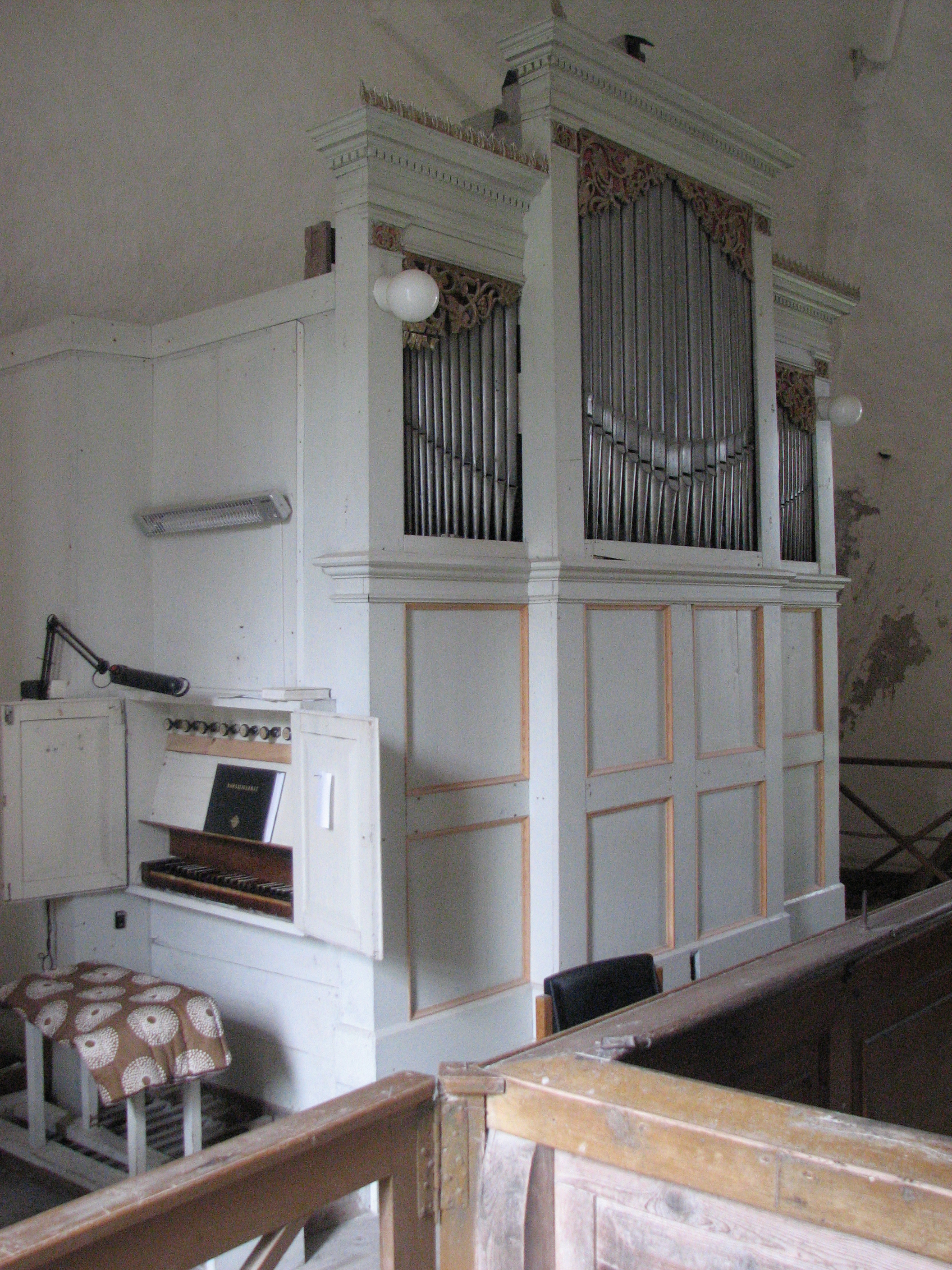
Orgel